# Museo Arqueológico de Nísiros
El Museo Arqueológico de Nísiros es uno de los museos de Grecia. Está ubicado en Mandraki, la capital de  Nísiros, una isla del Dodecaneso.
Se encuentra en un edificio que fue otorgado al Ministerio de Cultura de Grecia en el año 2001. Desde entonces se han realizado diversas obras para acondicionarlo para que ejerza adecuadamente su función como museo. Su reapertura tuvo lugar en 2017.

## Colecciones
Las colecciones del museo incluyen objetos procedentes del asentamiento de la isla de Gyali, que se remonta al periodo neolítico. 
Otra sección del museo alberga hallazgos de los periodos arcaico, clásico y helenístico procedentes de las necrópolis de la antigua ciudad de Nísiros, entre los que destacan ricas piezas de cerámica. En particular, los hallazgos de una necrópolis del siglo IV a. C. muestran que esta fue una época próspera en Nísiros. 
Por otra parte, hay una serie de piezas escultóricas entre las que destaca una estela funeraria con un relieve de una mujer sentada, del siglo V a. C. y otro relieve con soldados del siglo II a. C. También hay numerosas inscripciones epigráficas, algunas de carácter religioso y otras de contenido político. En el patio del museo están las grandes piezas escultóricas de mármol, así como pedestales y lápidas. 
También hay en otra sección del museo hallazgos de las épocas de los primitivos cristianos y de los periodos bizantino y post-bizantino, como capiteles, frescos e iconos. 